# Ádám Antal (jogász)

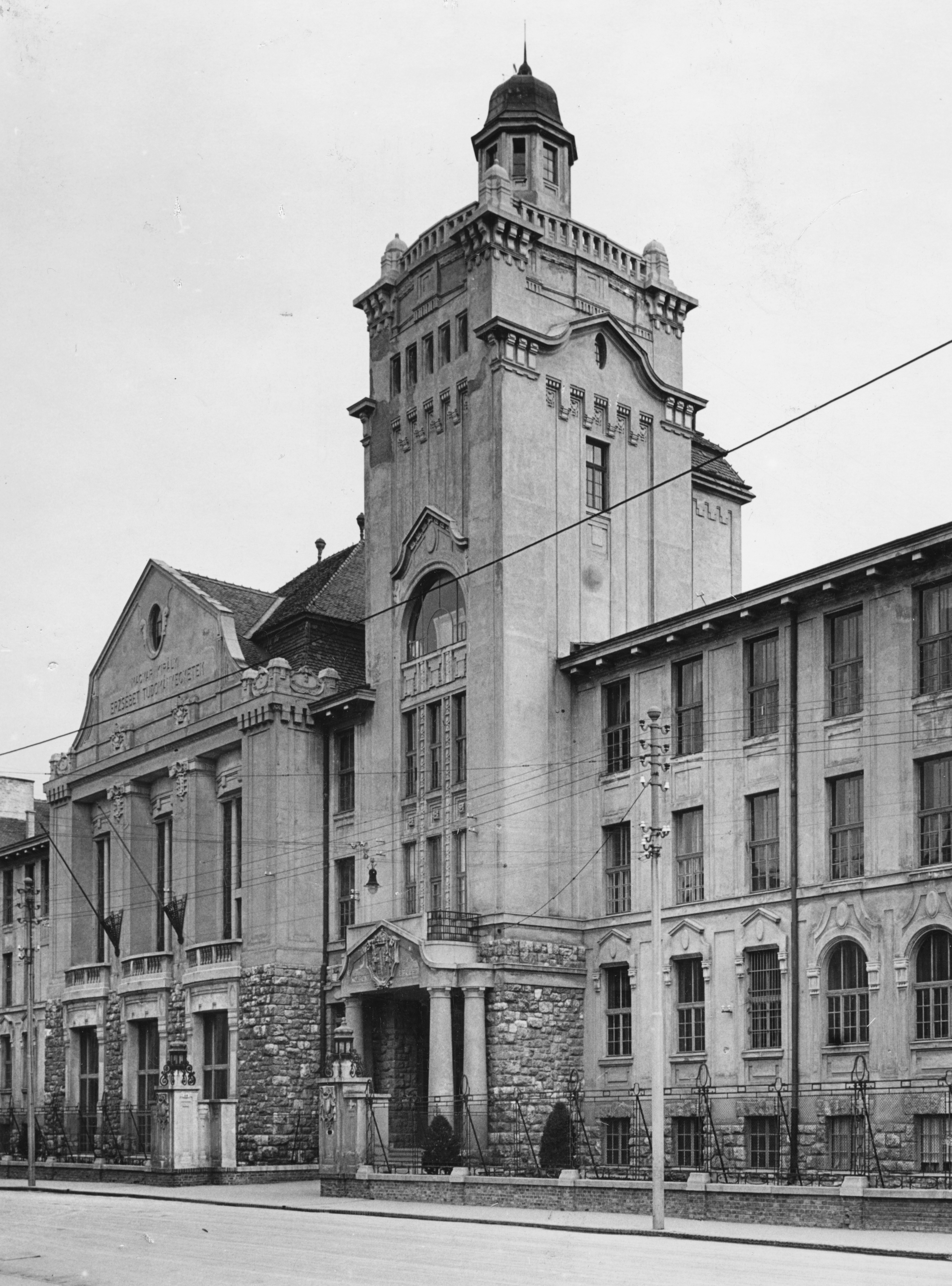
1953-2019 között a Pécsi Tudományegyetemen tanított.

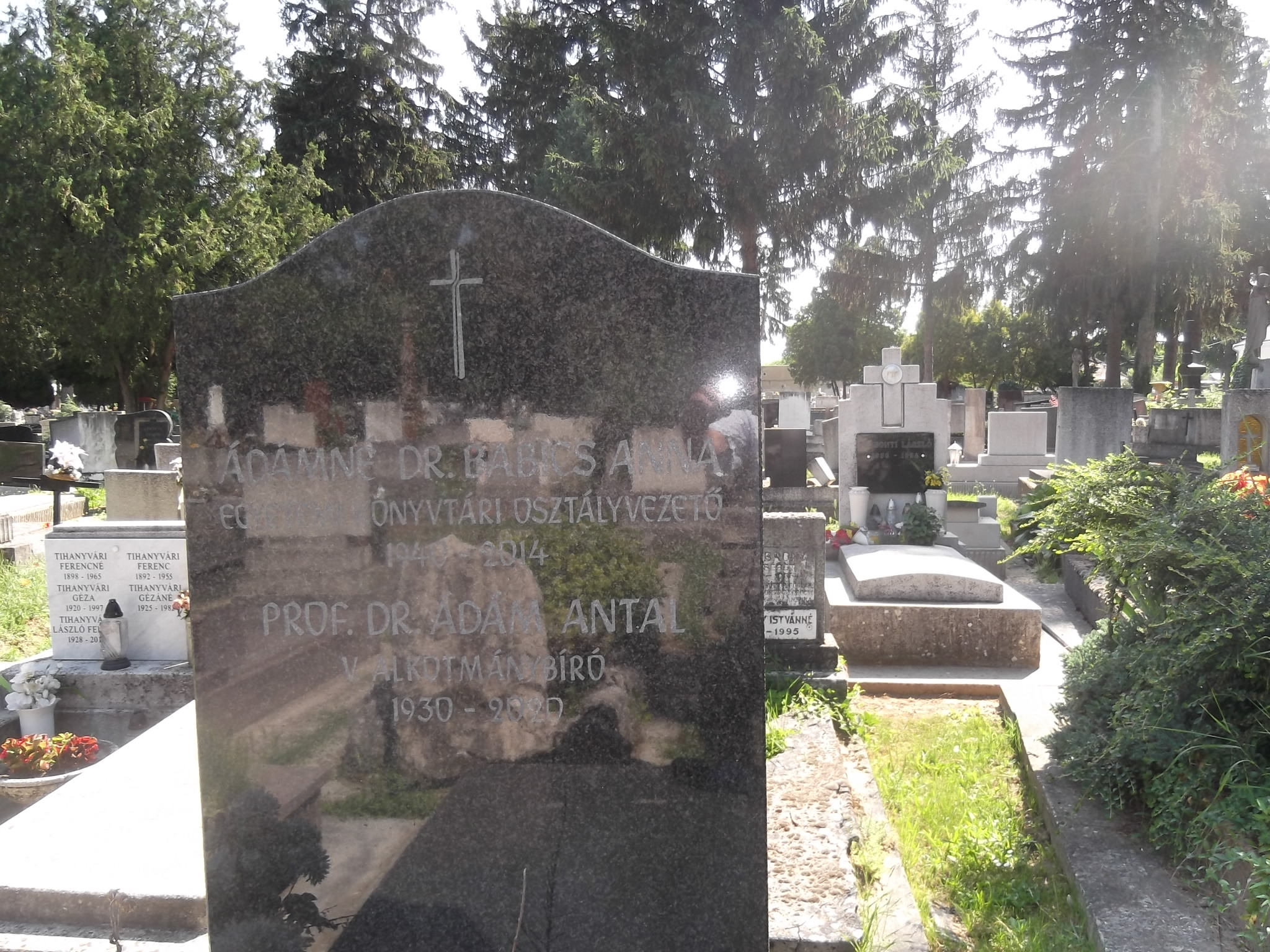
Sírja a Pécsi Köztemetőben. Parcella G, sor XI., sírhely 21.

Ádám Antal (Jánoshalma, 1930. február 14. – 2020. május 6. ) magyar jogász, alkotmánybíró, professor emeritus.

## Életpályája
Középbirtokos, földműves családban született. Középiskolai tanulmányait Jánoshalmán kezdte, majd a nyíregyházi Királyi Katolikus Gimnáziumban folytatta. 1945 szeptemberétől a ciszterci rend bajai III. Béla Gimnáziumának tanulója lett. 1949 őszén felvételt nyert a Pécsi Tudományegyetem Állam- és Jogtudományi Karára, és ott is végzett 1953-ban, majd ugyanide, az Alkotmányjogi Tanszékre kinevezték tanársegédnek. 1953-ban hadbíróvá minősítették.
Az államfői funkcióról írt kandidátusi értekezését 1958. júniusában védte meg. 1958-tól egyetemi adjunktus, 1960-tól egyetemi docens, 1967-től egyetemi tanár, 2000. március elsejétől professor emeritus. 1999-től az MTA doktora. 1994-től 1997-ig választott tagja volt a Magyar Tudományos Akadémia Közgyűlésének, 2000-től 2006-ig az ELTE Habilitációs Bizottságának, 1993-tól 2002-ig a Nemzetközi Alkotmányjogi Társaság Választmányának, 2001-2008-ig az MTA Regionális Kutatások Központja Tudományos Tanácsának, 2000-2010-ig a PTE Habilitációs és Habitusvizsgáló Bizottságának, 1998-2006-ig elnöke volt a PTE Állam- és Jogtudományi Kara Tudományos Bizottságának, 1990-1998-ig az Alkotmánybíróságnak.
A Magyar Köztársaság 1989. október 23-án történt kikiáltása után tagja lett az Országos Választási Bizottságnak. 2006-tól 2010-ig elnöke a Baranyai Területi Választási Bizottságnak. Tagja az MTA Állam- és Jogtudományi Bizottságának és Rendészeti Albizottságának, a Magyar Politikatudományi Társaságnak, a Magyar Alkotmányjogászok Egyesületének, a Bajai Ciszterci Diákok Egyesületének. Tiszteletbeli tagja a Pécsi Tudományegyetem Állam- és Jogtudományi Kara Doktori Iskolája Tanácsának és a PTE Doktori Bizottságának. 2003-ban megválasztották Pécs díszpolgárának.
Felesége Dr. Babics Anna (1940-2014) könyvtáros.

## Főbb művei
- A Népköztársaság Elnöki Tanácsa; Közgazdaság és Jogi, Bp., 1959
- Az egyesületek a magyar társadalmi szervezetek rendszerében; Tankönyvkiadó, Bp., 1964 (Studia iuridica auctoritate Universitatis Pécs publicata)
- Ádám Antal–Bajáki Veronika: Az európai szocialista országok alkotmányos rendszere; Tankönyvkiadó, Bp., 1972
- Magyar államjog; Tankönyvkiadó, Bp., 1973
- A tanácsi szervek összehangoló tevékenysége; MTA KESZ, Bp., 1974 (A közigazgatás fejlesztése)
- Államjogi jogszabálygyűjtemény; Tankönyvkiadó, Bp., 1977
- A köznevelés irányításának fejlődése, a megyei tanácsi szervek szerepe; OM Vezetőképző és Továbbképző Intézet, Bp., 1979
- A községi tanácsi szervek szerepe a köznevelési intézetek irányításában; Művelődési Minisztérium Vezetőképző és Továbbképző Intézete, Bp., 1980
- Magyar államjog; 2. átdolg., kieg. kiad.; Tankönyvkiadó, Bp., 1982
- Alkotmányi értékek és alkotmánybíráskodás; Osiris, Bp., 1998
- Bevezetés a közjogtanba. Kari jegyzet; JPTE ÁJK, Pécs, 1999
- Ádám Antal–Petrétei József–Tilk Péter: Közjogtan. Jegyzet a jogi asszisztensképzés számára; PTE ÁJK, Pécs, 2001
- Bölcselet, vallás, állami egyházjog; Dialóg Campus, Bp.–Pécs, 2007 (Institutiones juris)
- A megélt kor. Egy 20. századi oral history Ádám Antal és Rezsőházy Rudolf életútja alapján; interjúk, szerk. Herger Csabáné; PTE ÁJK, Pécs, 2012
- Bölcseletek, vallások, jogi alapértékek; PTE ÁJK, Pécs, 2015

## Írásai a Jogtudományi Közlönyben
- Az Egyiptomi Köztársaság alkotmánya. (1956. 8.)
- Az országgyűlési képviselők mentelmi joga. (1957. 1-3.)
- A Népköztársaság Elnöki Tanácsának külügyi hatásköre. (1958. 6.)
- A tanácsok általános irányítása és legfelsőbb felügyelete. (1959. 12.)
- A külföldiek fontosabb jogai és kötelességei a Magyar Népköztársaságban. (1961. 6.)
- Az egyesületek és az állami szervek kapcsolatának főbb vonásai és problémái hazánkban. (1962. 6.)
- A nyugatnémet egyesülési törvényről. (1965. 3.)
- Az ipar és a mezőgazdaság állami irányításának főbb vonásai a Német Demokratikus Köztársaságban. (1965. 9.)
- Az államjogi és az államigazgatási jogi szerződések problémáiról. (1968. 3.)
- A szocialista alkotmányosság néhány gyakorlati problémája. (1969. 9.)
- Az állami szervek mellérendeltségi kapcsolatainak főbb csoportjai és eszközei. (1970. 12.)
- A tanácsi szervek összehangoló tevékenysége. (1971. 12.)
- A tanácsi szervek gazdasági koordinációs jogai és feladatai. (1972. 3.)
- A Minisztertanács jogállása és főbb feladatai a módosított alkotmány alapján. (1972. 12.)
- A szocialista tanácsi szervek területi koordinációs tevékenysége. (1974. 1-2.)
- Alkotmányosság és alkotmányvédelem a Magyar Népköztársaságban. (1974. 7.)
- Jogalkotás, jogforrások és a jogszabályok kihirdetése. (1975. 6.)
- A Hazafias Népfront közjogi tevékenysége. (1976. 11.)
- A központi állami szervek alkotmányos helyzete és rendeltetése a Szovjetunióban. (1980. 8.)
- Az állampolgár alapjogai a szocialista társadalomban. (1981. 8.)
- In memoriam Bihari Ottó. (1983. 6.)
- A közjogi szerződések az NSZK-ban. (1983. 7.)
- Az 1986. évi magyar sajtótörvényről. (1987. 1.)
- A magyarországi nemzetiségek alkotmányos helyzetéről de lege ferenda. (1989. 1.)
- A jogalkotás alkotmányosságáról. – A jogszabályok alkotmánybírósági ellenőrzéséről. (1992. 11-12.)
- Az emberi és polgári jogok jellegéről és korlátairól. (1993. 11-12.)
- A közjogi bíráskodás és az alkotmányreform. (1996. 10.)
- Alkotmány és jogtudomány. (1996. 12.)
- Az alkotmányos jogállam főbb jellemzői. (1997. 2.)
- A jogrendszer alkotmányosodása és erkölcsiesedése. (1998. 10.)
- Mérték, ellentét és összhang a világvallások értékirányultságában. (2001. 10.)
- Biztonság, felelősség, kötelesség. (2005. 7-8.)
- A magyar alkotmányos jogállam újszerű feladatairól és működéséről. (2008. 4.)
- A középmérték és az értékpluralitás elméletének íve. (2010. 11. és Közjogi Szemle, 2010. 3.)
- Alkotmányfejlődésünk útjai. (2013. 1.).

## Díjai, kitüntetései
- Pécs díszpolgára (2003)[3]
- Jánoshalma díszpolgára[3]
- Felsőoktatási tanulmányi érdemérem
- Oktatásügy dolgozója
- Munka Érdemrend arany fokozata
- a Magyar Népköztársaság Zászlórendje
- Magyar Köztársasági Érdemrend középkeresztje a csillaggal
- „Magyar Felsőoktatásért” miniszteri kitüntetés
- Grastyán-díj (2004. november 11.)
- „Pro Facultate Iuri-dico-Politica Universitatis Quinqueecclesiensis” érdemérem arany fokozata (2005. február 14.)[3]
- Országos Igazságszolgáltatási Tanács és az Igazságügyi Minisztérium kitüntetése (2005)[3]
- Szent-Györgyi Albert-díj (2009. január 22.)[3]
- Deák Ferenc-díj (2010. október 20.)[3]
- A Pécsi Tudományegyetem díszdoktora (2013. március 14.)[3]
- Tüke-díj (2016)[3]

## Videófelvétel
- Dr. Ádám Antal beszél a Pécsi Tudományegyetemen folytatott munkásságáról – Youtube.com, Közzététel 2020.
- Értelmiségi Klub. Pécs. Konferencia – Erkölcs és Demokrácia. Ádám Antal előadása – Youtube.com, Közzététel 2012. október 26.